# Anna Romankow-Żmudowska
Anna Romankow-Żmudowska (ur. 23 sierpnia 1924 w Równem, zm. 4 września 2019 w Poznaniu) – polska biolożka, prof. dr hab.

## Życiorys
Uzyskała stopień doktora habilitowanego, a potem otrzymała nominację profesorską. Pracowała w Instytucie Ochrony Roślin - Państwowym Instytucie Badawczym, a także pełniła funkcję kierownika w Pracowni Badań Gryzoni Polnych.
Była działaczką Polskiego Towarzystwa Ewangelickiego, a w latach 1985-1987 piastowała stanowisko sekretarza w Zarządzie Głównym Polskiego Towarzystwa Ewangelickiego.

## Odznaczenia
- Odznaka Honorowa Miasta Poznania[3]
- Odznaka Zasłużony Pracownik Rolnictwa[3]